# Numerus clausus
Numerus clausus (т.е. ограничен брой) е израз на латински, означаващ метод за ограничаване на лицата, които се допускат (често с конкурс) до определена работа, образование и пр. – например на броя на студентите, които могат да учат в даден университет.
Изразът се среща още в римското право. На български аналогично се използва изразът ограничителна квота.
Познати са случаи, когато numerus clausus е прилаган само за определени групи въз основа на предразсъдъци, за да се ограничи изкуствено тяхното участие в обществения живот. Пример за прилагане на numerus clausus е еврейската квота, ограничавала броя евреи, които е можело да се запишат в университетите, въвели такава ограничителна квота.
Съвременната употреба на numerus clausus е най-често свързана с конкурси за определен брой лица в противовес на конкурси, в които печели всеки издържал (получил фиксирана минимална оценка). Например във Франция за конкурсите за право на практикуване на лекарската професия държавата обявява броя свободни места според своите потребности, като за издържали конкурса се считат кандидатите от този с най-добра оценка, до този, чиито пореден номер в класирането съвпада с броя обявени места.
Numerus clausus следва да се използва законово. Често се налага ограничителна квота за упражняване на определена професия или дейност. Примерно българския Закон за нотариусите и нотариалната дейност предвижда на 10 хил. жители да има по 1 нотариус. Аналогично е положението и при съдебните изпълнители и т.н. Ограничителните квоти трябва много внимателно да се налагат защото ограничават права и като правило тяхното въвеждане следва да e изключително добре мотивирано и продиктувано от причини за опазване на важни държавни блага или за защита на значим обществен интерес.
Използването в Германия на numerus clausus трябва да има конституционно основание, а неговото да почива само на принципа на законност.